# Derby Rio-pretense
A cidade de São José do Rio Preto tem dois clubes profissionais de futebol: O América-SP e o Rio Preto. Os dois times são bem tradicionais no estado, sendo que o América é um dos times de maior tradição no interior paulista por ter participado de vários anos seguidos da Série A1 do Campeonato Paulista, e o Rio Preto é um dos clubes mais antigos do interior paulista ainda em atividade. O clássico entre as duas equipes é conhecido como Derby Rio-pretense.
A rivalidade entre os dois times da cidade teve início no dia 14 de abril de 1946. Neste dia, o América venceu o primeiro confronto por 2 a 0, em pleno campo do rival. A maior goleada do confronto também foi aplicada pelo Rubro, quando venceu o Glorioso por 6 a 0, no Caldeirão do Diabo, no dia 7 de junho de 1950.
Apesar de serem clubes da mesma cidade, esse clássico do interior paulista tem algumas curiosidades: há pouca frequência de partidas entre as duas equipes, e é baixo o número de jogos oficiais entre as mesmas. Houve um período em que os rivais ficaram 12 anos sem se enfrentar, e derbys em campeonatos oficiais só começaram a acontecer com mais frequência na década de 2000. Antes disso, a imensa maioria de partidas entre as equipes foram jogos amistosos. Talvez o principal motivo disso seja o fato de que as duas equipes sempre estiveram em divisões distintas.
Até o momento, os clubes se enfrentaram 67 vezes. A equipe americana leva vantagem sobre o adversário: 34 vitórias do América, 14 vitórias do Rio Preto e 19 empates.

## Todos os confrontos
| Lista de Jogos |                         |                          |               |        |                |
| #              | Data                    | Estádio                  | Time mandante | Placar | Time visitante |
| 1              | 14 de abril de 1946     | Cel. Victor Brito Bastos | Rio Preto     | 0 x 2  | América        |
| 2              | 7 de julho de 1946      | Cel. Victor Brito Bastos | Rio Preto     | 0 x 2  | América        |
| 3              | 30 de março de 1947     | Cel. Victor Brito Bastos | Rio Preto     | 0 x 2  | América        |
| 4              | 27 de abril de 1947     | Cel. Victor Brito Bastos | Rio Preto     | 0 x 4  | América        |
| 5              | 6 de julho de 1947      | Palestra EC              | América       | 4 x 1  | Rio Preto      |
| 6              | 4 de julho de 1948      | Mário Alves Mendonça     | América       | 1 x 0  | Rio Preto      |
| 7              | 22 de agosto de 1948    | Cel. Victor Brito Bastos | Rio Preto     | 4 x 1  | América        |
| 8              | 10 de outubro de 1948   | Cel. Victor Brito Bastos | Rio Preto     | 3 x 2  | América        |
| 9              | 26 de junho de 1949     | Mário Alves Mendonça     | América       | 4 x 1  | Rio Preto      |
| 10             | 2 de outubro de 1949    | Cel. Victor Brito Bastos | Rio Preto     | 0 x 0  | América        |
| 11             | 4 de junho de 1950      | Cel. Victor Brito Bastos | Rio Preto     | 1 x 1  | América        |
| 12             | 13 de agosto de 1950    | Cel. Victor Brito Bastos | Rio Preto     | 3 x 0  | América        |
| 13             | 3 de setembro de 1950   | Cel. Victor Brito Bastos | Rio Preto     | 0 x 2  | América        |
| 14             | 10 de dezembro de 1950  | Mário Alves Mendonça     | América       | 6 x 2  | Rio Preto      |
| 15             | 7 de junho de 1953      | Mário Alves Mendonça     | América       | 6 x 0  | Rio Preto      |
| 16             | 21 de junho de 1953     | Cel. Victor Brito Bastos | Rio Preto     | 0 x 1  | América        |
| 17             | 10 de janeiro de 1954   | Cel. Victor Brito Bastos | Rio Preto     | 0 x 1  | América        |
| 18             | 31 de janeiro de 1954   | Mário Alves Mendonça     | América       | 4 x 1  | Rio Preto      |
| 19             | 21 de novembro de 1954  | Mário Alves Mendonça     | América       | 1 x 0  | Rio Preto      |
| 20             | 30 de janeiro de 1955   | Mário Alves Mendonça     | América       | 5 x 0  | Rio Preto      |
| 21             | 20 de março de 1955     | Cel. Victor Brito Bastos | Rio Preto     | 1 x 2  | América        |
| 22             | 13 de novembro de 1955  | Cel. Victor Brito Bastos | Rio Preto     | 0 x 3  | América        |
| 23             | 20 de dezembro de 1955  | Mário Alves Mendonça     | América       | 1 x 1  | Rio Preto      |
| 24             | 7 de abril de 1957      | Cel. Victor Brito Bastos | Rio Preto     | 1 x 1  | América        |
| 25             | 14 de abril de 1957     | Mário Alves Mendonça     | América       | 4 x 4  | Rio Preto      |
| 26             | 21 de abril de 1957     | Cel. Victor Brito Bastos | Rio Preto     | 1 x 1  | América        |
| 27             | 30 de abril de 1957     | Mário Alves Mendonça     | América       | 2 x 1  | Rio Preto      |
| 28             | 20 de junho de 1957     | Cel. Victor Brito Bastos | Rio Preto     | 1 x 2  | América        |
| 29             | 14 de julho de 1957     | Cel. Victor Brito Bastos | Rio Preto     | 0 x 1  | América        |
| 30             | 20 de abril de 1958     | Cel. Victor Brito Bastos | Rio Preto     | 2 x 3  | América        |
| 31             | 21 de abril de 1958     | Cel. Victor Brito Bastos | Rio Preto     | 1 x 1  | América        |
| 32             | 7 de maio de 1959       | Cel. Victor Brito Bastos | Rio Preto     | 2 x 4  | América        |
| 33             | 17 de maio de 1959      | Mário Alves Mendonça     | América       | 2 x 0  | Rio Preto      |
| 34             | 29 de maio de 1968      | Mário Alves Mendonça     | América       | 6 x 1  | Rio Preto      |
| 35             | 11 de novembro de 1968  | Anísio Haddad            | Rio Preto     | 1 x 1  | América        |
| 36             | 1 de novembro de 1969   | Mário Alves Mendonça     | América       | 2 x 0  | Rio Preto      |
| 37             | 9 de novembro de 1969   | Anísio Haddad            | Rio Preto     | 2 x 0  | América        |
| 38             | 10 de maio de 1970      | Mário Alves Mendonça     | América       | 4 x 2  | Rio Preto      |
| 39             | 18 de junho de 1972     | Mário Alves Mendonça     | América       | 1 x 2  | Rio Preto      |
| 40             | 27 de outubro de 1973   | Mário Alves Mendonça     | América       | 1 x 1  | Rio Preto      |
| 41             | 25 de novembro de 1973  | Anísio Haddad            | Rio Preto     | 0 x 1  | América        |
| 42             | 7 de agosto de 1985     | Mário Alves Mendonça     | América       | 2 x 2  | Rio Preto      |
| 43             | 1 de novembro de 1986   | Mário Alves Mendonça     | América       | 0 x 2  | Rio Preto      |
| 44             | 12 de novembro de 1986  | Anísio Haddad            | Rio Preto     | 2 x 0  | América        |
| 45             | 21 de abril de 1988     | Anísio Haddad            | Rio Preto     | 0 x 0  | América        |
| 46             | 28 de abril de 1988     | Mário Alves Mendonça     | América       | 4 x 1  | Rio Preto      |
| 47             | 19 de março de 1992     | Anísio Haddad            | Rio Preto     | 0 x 0  | América        |
| 48             | 10 de junho de 1992     | Mário Alves Mendonça     | América       | 3 x 1  | Rio Preto      |
| 49             | 17 de outubro de 1999   | Benedito Teixeira        | América       | 2 x 2  | Rio Preto      |
| 50             | 19 de março de 2000     | Benedito Teixeira        | América       | 3 x 1  | Rio Preto      |
| 51             | 18 de março de 2001     | Anísio Haddad            | Rio Preto     | 2 x 2  | América        |
| 52             | 27 de maio de 2001      | Benedito Teixeira        | América       | 1 x 5  | Rio Preto      |
| 53             | 16 de agosto de 2003    | Anísio Haddad            | Rio Preto     | 1 x 1  | América        |
| 54             | 7 de outubro de 2003    | Benedito Teixeira        | América       | 3 x 1  | Rio Preto      |
| 55             | 18 de julho de 2004     | Anísio Haddad            | Rio Preto     | 0 x 1  | América        |
| 56             | 22 de agosto de 2004    | Benedito Teixeira        | América       | 0 x 0  | Rio Preto      |
| 57             | 16 de agosto de 2008    | Anísio Haddad            | Rio Preto     | 1 x 1  | América        |
| 58             | 28 de setembro de 2008  | Benedito Teixeira        | América       | 1 x 1  | Rio Preto      |
| 59             | 8 de março de 2009      | Anísio Haddad            | Rio Preto     | 0 x 1  | América        |
| 60             | 9 de agosto de 2009     | Benedito Teixeira        | América       | 1 x 3  | Rio Preto      |
| 61             | 20 de setembro de 2009  | Anísio Haddad            | Rio Preto     | 2 x 1  | América        |
| 62             | 27 de janeiro de 2010   | Benedito Teixeira        | América       | 0 x 0  | Rio Preto      |
| 63             | 23 de janeiro de 2011   | Anísio Haddad            | Rio Preto     | 2 x 1  | América        |
| 64             | 26 de fevereiro de 2011 | Benedito Teixeira        | América       | 1 x 3  | Rio Preto      |
| 65             | 29 de janeiro de 2012   | Anísio Haddad            | Rio Preto     | 3 x 0  | América        |
| 66             | 16 de fevereiro de 2013 | Benedito Teixeira        | América       | 1 x 0  | Rio Preto      |
| 67             | 16 de fevereiro de 2014 | Anísio Haddad            | Rio Preto     | 3 x 2  | América        |